# 2420 Чюрліоніс
2420 Чюрліоніс (2420 Čiurlionis) — астероїд головного поясу, відкритий 3 жовтня 1975 року.
Тіссеранів параметр щодо Юпітера — 3,378.